# Vuča, Berane
Vuča este un sat din comuna Berane, Muntenegru. Conform datelor de la recensământul din 2003, localitatea are 26 de locuitori (la recensământul din 1991 erau 70 de locuitori).

## Demografie
În satul Vuča locuiesc 21 de persoane adulte, iar vârsta medie a populației este de 41,1 de ani (32,4 la bărbați și 51,3 la femei). În localitate sunt 12 gospodării, iar numărul mediu de membri în gospodărie este de 2,17.
Această localitate este populată majoritar de sârbi (conform recensământului din 2003)
|  |

| Demografie | Demografie | Demografie |
| An         | Locuitori  | Locuitori  |
| ---------- | ---------- | ---------- |
|            |            |            |
|            |            |            |
|            |            |            |
|            |            |            |
| 1948       | 170        |            |
| 1953       | 220        |            |
| 1961       | 172        |            |
| 1971       | 148        |            |
| 1981       | 92         |            |
| 1991       | 70         | 70         |
| 2003       | 26         | 26         |

| \| Componența etnică conform recensământului din 2003[2] \| Componența etnică conform recensământului din 2003[2] \| Componența etnică conform recensământului din 2003[2] \| Componența etnică conform recensământului din 2003[2] \| Componența etnică conform recensământului din 2003[2] \| \| ----------------------------------------------------- \| ----------------------------------------------------- \| ----------------------------------------------------- \| ----------------------------------------------------- \| ----------------------------------------------------- \| \| \| \| \| \| \| \| Sârbi \| Sârbi \| \| 22 \| 84,61% \| \| Muntenegreni \| Muntenegreni \| \| 3 \| 11,53% \| \| necunoscută \| necunoscută \| \| 0 \| 0% \| |              |  |    |        |
| Componența etnică conform recensământului din 2003 |              |  |    |        |
| |              |  |    |        |
| Sârbi | Sârbi        |  | 22 | 84,61% |
| Muntenegreni | Muntenegreni |  | 3  | 11,53% |
| necunoscută | necunoscută  |  | 0  | 0%     |